# Полякова, Мария Иосифовна
Мария Иосифовна (Осиповна) Полякова (1908—1995) — советская разведчица, сотрудница советской военной разведки, подполковник.

## Биография
Мира Иосифовна (Мария Осиповна) Полякова родилась 27 марта 1908 года в Санкт-Петербурге, в рабочей еврейской семье. Её отец, Иосиф Аронович Поляков (1887—1937), уроженец города Ромны, был меньшевиком, в советское время служил в наркомате внешней торговли, затем заместителем начальника строительства пивоваренного завода в Горьком; расстрелян 20 сентября 1937 года. Мать, Бася Соломоновна Полякова, была белошвейкой, в 1917 году кандидатом в Киевскую городскую думу и в совет еврейской общины города от социал-демократической рабочей партии Бунд; в советское время секретарём наркома внешней торговли. Брат, альпинист и литератор Арий Иосифович Поляков, был также репрессирован в 1937 году.
В 1921—1925 годах училась за границей — в Германии и Великобритании, где в торговых представительствах СССР работали её родители; знала немецкий, французский и английский языки.
С 1925 года жила в Москве. В 1925−1932 годах участвовала в Коммунистическом интернационале молодёжи и Коминтерне. С 1935 года служила в Красной армии, служила в разведке. С января 1935 по январь 1936 года обучалась в Школе Разведывательного управления РККА, после окончания которой, 19 июня 1936 года, Поляковой было присвоено звание старший лейтенант.
В 1936−1937 годах Мария Полякова была нелегальным резидентом Разведывательного управления в Швейцарии. В Швейцарии разведчица добыла документы и снаряды от 37-мм зенитной пушки фирмы «Эрликон», используемой Вермахтом, и провела операцию по переправке их через швейцарско-французскую границу в СССР. В 1937−1941 годах работала в центральном аппарате Разведуправления штаба РККА — состояла в распоряжении управления, обучала новых сотрудников, работала в подразделениях военно-технической и военной разведки. С июля 1939 по сентябрь 1940 года — старший помощник начальника 1-го отделения 3-го (военной техники) отдела Разведуправления штаба РККА. С сентября 1940 по июнь 1941 года — старший помощник начальника 2-го отделения 4-го отдела Разведуправления штаба РККА. С июня 1941 года — старший помощник начальника 3-го отделения 2-го отдела Разведуправления Генштаба РККА.

Иосиф Дицка

С началом Великой Отечественной войны Полякова готовилась стать нелегальным резидентом в Москве в случае захвата столицы немцами. В течение военных лет работала на европейском направлении, была заместителем начальника 7-го отдела 1-го управления ГРУ РККА. В 1943 году вступила в ВКП(б)/КПСС.
После окончания войны занималась педагогической работой, в 1946−1956 годах была преподавателем в специальном учебном заведении военной разведки. В отставку вышла в 1956 году.
Умерла 7 мая 1995 года в Москве. Была замужем за чешским революционером Иосифом Дицка. У них родилась дочь Злата (Светлана). Иосиф Дицка погиб в августе 1941 года при десантировании в районе польского города Чекольтин для выполнения специального задания в тылу у немцев.

## Награды
- Два ордена Отечественной войны 2-й степени (1.09.1945, 20.04.1990)[7]
- Орден Красной Звезды (1.08.1937)
- Орден «Знак Почёта» (20.01.1943)
- Медаль «За боевые заслуги» (6.05.1946)
- Медаль «За оборону Москвы»
- Ряд медалей СССР

## Память
- В 2015 году о М. И. Поляковой был снят фильм «Резидент Мария», режиссёр — Алексей Китайцев, автор сценария — Александр Островский, показанный на российском телевидении[8].